# Heterandria tuxtlaensis
Heterandria tuxtlaensis is een straalvinnige vissensoort uit de familie van de levendbarende tandkarpers (Poeciliidae). De wetenschappelijke naam van de soort is voor het eerst geldig gepubliceerd in 2008 door McEachran & Dewitt.